# BMW

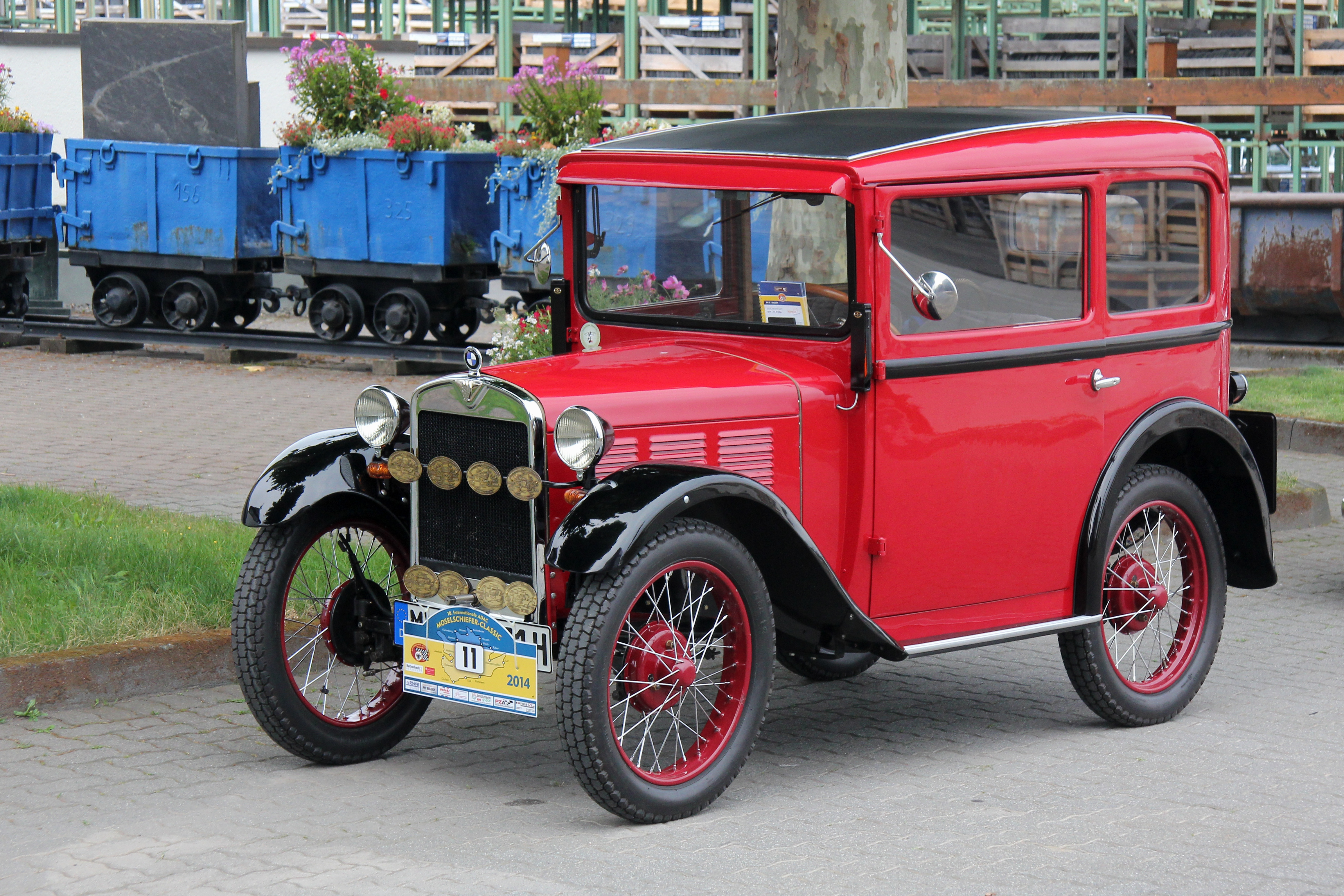
BMW Dixi 3/15 PS, o primeiro carro da BMW.

Bayerische Motoren Werke (em português:  Fábrica de Motores da Baviera; conhecida simplesmente como BMW) é uma empresa automobilística alemã, fabricante de motocicletas e automóveis de luxo, sediada na Baviera, Alemanha. A BMW desenvolve, fabrica e comercializa seus automóveis sob as marcas BMW, Mini e Rolls-Royce, e as motocicletas sob a marca BMW Motorrad.
A empresa foi fundada em 1916 como fabricante de motores de aeronaves, que produziu de 1917 a 1918 e novamente de 1933 a 1945, criando motores para aeronaves que foram usadas na Segunda Guerra Mundial.
Em 2017, a BMW foi a décima quarta maior produtora de veículos automotores do mundo, com 2.279.503 veículos produzidos e, em 2022, a sétima maior por receita. Em 2023, a empresa foi classificada em 46º lugar na Forbes Global 2000. A empresa tem uma história significativa no esporte motorizado, especialmente em carros de turismo, carros esportivos e no TT da Ilha de Man.

## História

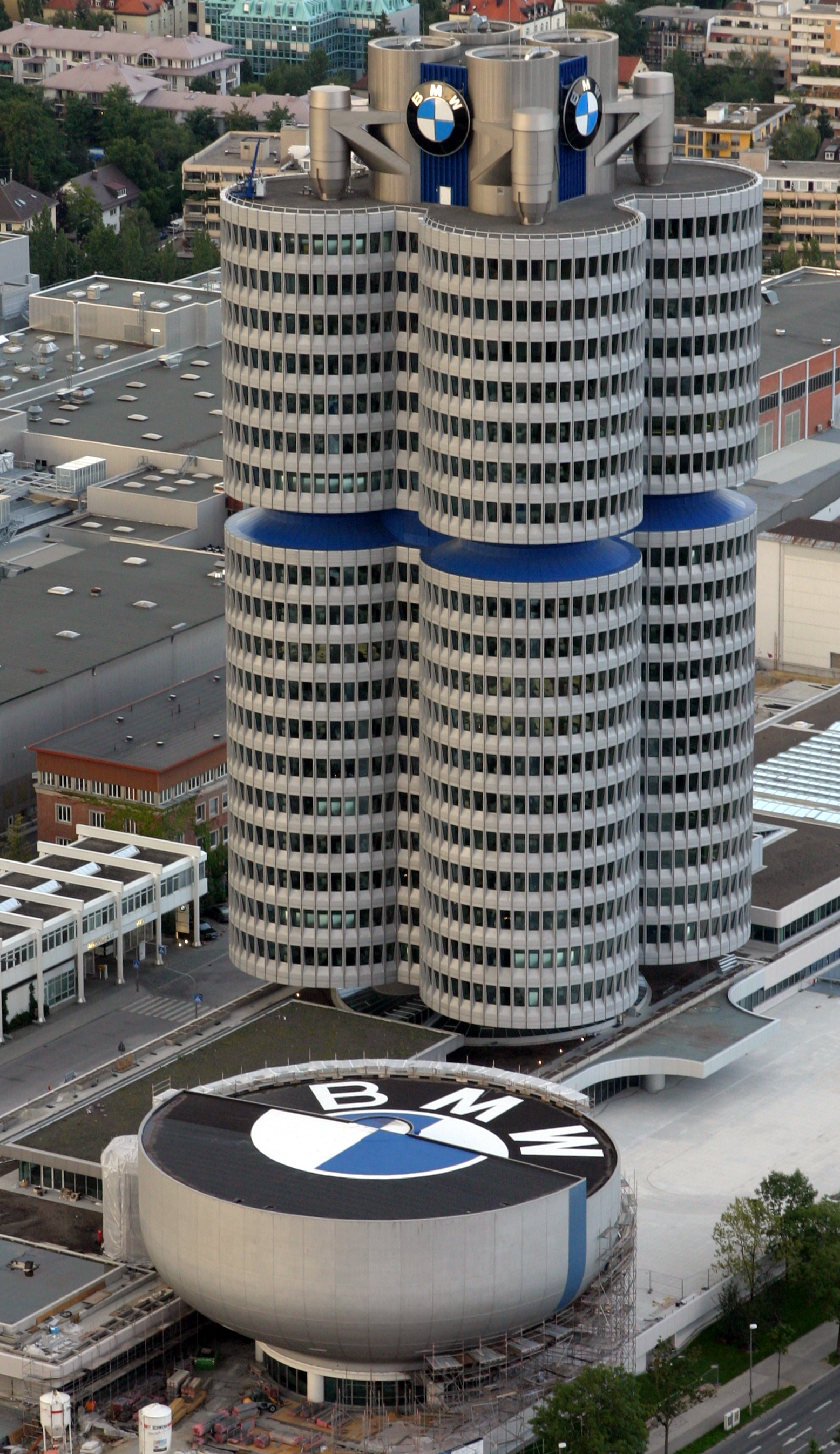
Sede da BMW em Munique.

As raízes da BMW estão ligadas a Karl Rapp e Gustav Otto. Em 1917, a empresa Rapp Motorenwerke Byertoren Werke, Aktiengesellschaft. Em 1916, a empresa Flugmaschinenfabrik Gustav Otto foi incorporada à Bayerische Flugzeug-Werke (BFW) a pedido do governo. A BMW posteriormente transferiu suas operações de construção de motores – incluindo a empresa e os nomes da marca – para a BMW, em 1922. A data de fundação da BMW, 7 de março de 1916, entrou para a história como a data de nascimento da Bayerische Motoren Werke.
Inicialmente a Bayerische Motoren Werke foi fundada com o intuito de produzir motores para aviões, mas após a Primeira Guerra Mundial, devido ao Tratado de Versailles, foi proibida de construí-los. Por esse motivo chegou a produzir motocicletas, e mais tarde dedicou-se à fabricação de automóveis. Até há pouco tempo a própria BMW dizia que o seu símbolo representa uma hélice de avião a girar juntamente com o símbolo da Baviera, mas em descobertas recentes, a BMW alterou a sua versão sendo o azul/branco proveniente de uma antiga bandeira da Baviera. O símbolo BMW foi estampado na carroceria de um carro pela primeira vez em 1928.
A BMW historicamente, sempre esteve envolvida nos desportos motorizados, inicialmente nas motocicletas e posteriormente nos automóveis. Durante a Segunda Guerra Mundial, a BMW usou cerca de 30 mil trabalhadores forçados em sua fábrica, utilizados na produção de veículos terrestres e motores para os aviões da Luftwaffe.

## Presente
A BMW hoje é dona também das marcas Mini e Rolls-Royce Motor Cars e anteriormente também da Land Rover, o atual Range Rover foi desenvolvido em grande parte pela marca germânica. Hoje a Land-Rover pertence ao grupo indiano Tata. Atualmente, o grupo BMW orientou firmemente sua visão para o setor de alto padrão do mercado internacional de automóveis e motos, reunindo quatro marcas: Mini, Rolls-Royce Motor Cars, BMW e BMW Motorrad. O grupo BMW tem atualmente 30 fábricas em 14 países.
Um pacote majoritário das ações da BMW, no valor de mais de 26,5 bilhões de euros (2015), encontra-se em mãos de Stefan Quandt e sua irmã Susanne Klatten, filhos da poderosa família Quandt, de origem holandesa calvinista, que emigrou para a Alemanha em 1700. Foi em 1959 que Herbert Quandt assumiu o controle ao aumentar sua participação na empresa, que atravessava então uma séria crise, evitando assim que ela fosse à falência. Durante a Segunda Guerra Mundial, a empresa usou 50 mil pessoas em trabalho escravo de campos de concentração.
A BMW iniciou investimentos em iniciativas sustentáveis e relacionadas à economia colaborativa. A montadora tem investido em compartilhamento de veículos, com as empresas DriveNow e ReachNow, disponibilizando carros para usuários na Europa e Estados Unidos, respectivamente.

## Esquema de nomeação
Os nomes dados aos modelos dos carros da BMW seguem um padrão. Tradicionalmente, a BMW designava os seus modelos por Séries, ordenadas por segmentos. Desde o BMW Série 1, um familiar compacto até ao BMW Série 8, um desportivo coupé. Depois do aparecimento dos SUV, a BMW usou a letra X, para designar todos os seus SUV, desde o X1, o mais pequeno, até ao XM. Ao enveredar por uma estratégia de mobilidade elétrica, a BMW usou a letra i para designar a sua divisão de elétricos e também para designar os seus modelos elétricos, como o BMW i4 ou, BMW i5, ou os SUV elétricos, o BMW iX1, iX2, iX3 ou o -iX. No caso das Séries, as versões são apresentadas em três dígitos, normalmente como referência à motorização. Assim, temos como exemplo o BMW 325, que indica um carro da série 3, com motorização 2.5 Litros de cilindrada. Após a adoção dos motores Twin Turbo Power, 2012, esta nomenclatura não indica mais com fidelidade a motorização do modelo, podendo variar. Porém, a regra geral é de que quanto maior a cilindrada do carro, maior são os dígitos. Para as demais séries, como a Z e a X, a empresa adotou outro padrão, sem nenhuma relação com a motorização.
- A = transmissão automática
- C = coupé
- c = cabriolet
- d = diesel
- e = economia eficiente
- g = GNV
- h = hidrogênio
- i = injeção eletrônica
- L = longa distância entre os eixos
- M= esportivo
- T = touring
- Ti = hatchback
- x / XDrive = tração nas quatro rodas

## Veículos

### Automóveis

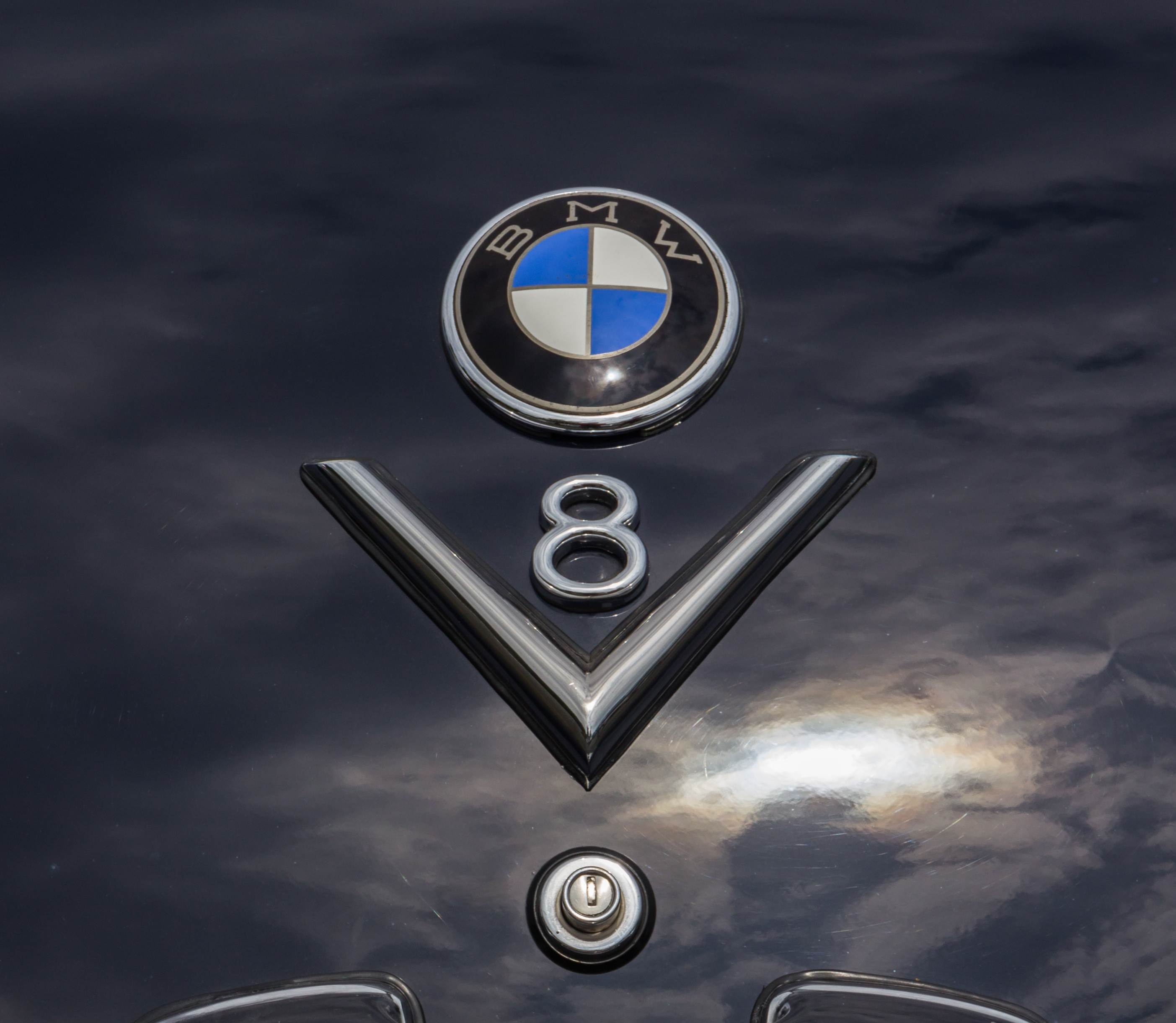
Detalhe da parte traseira de um BMW 502

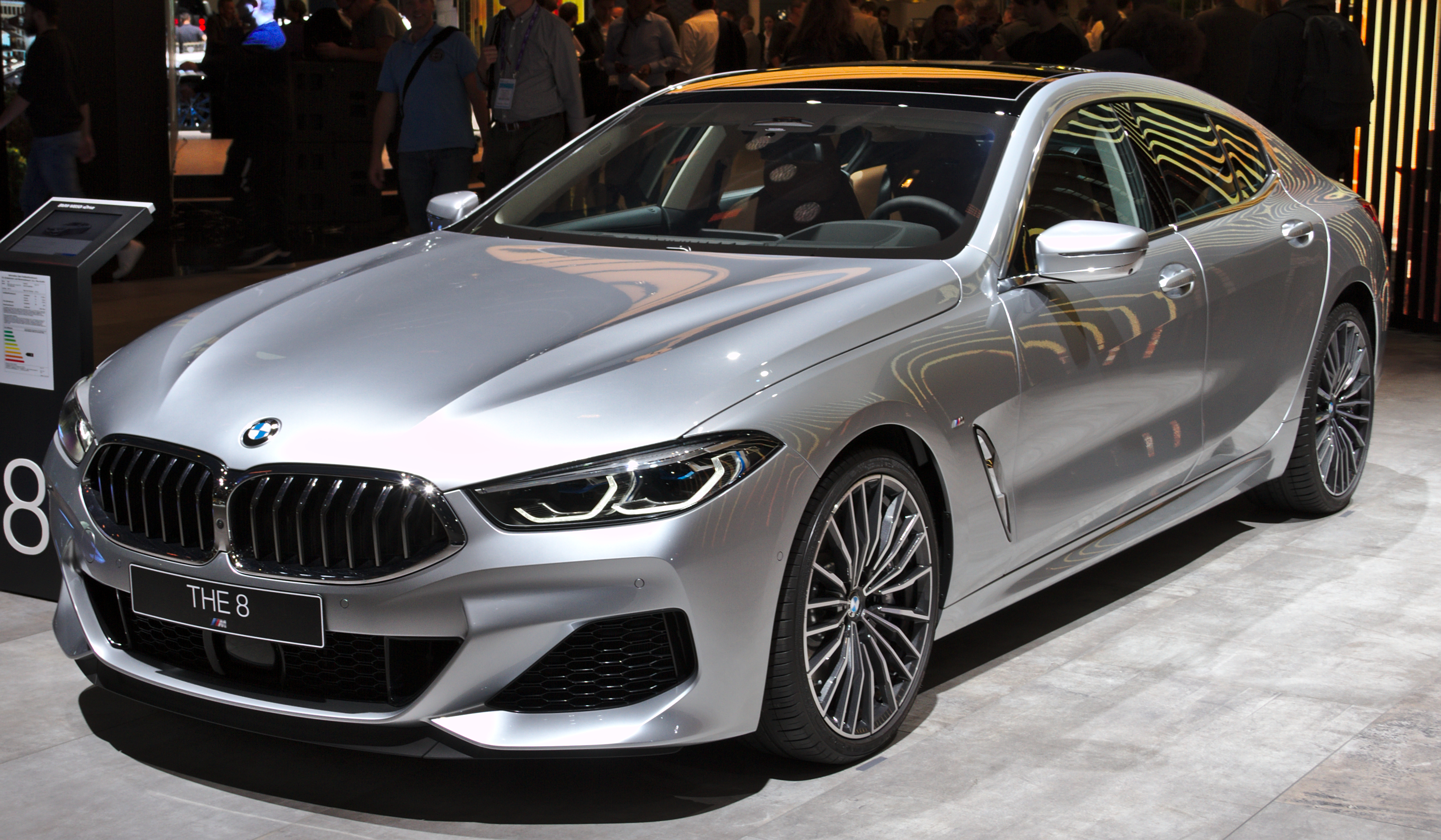
BMW G16 2019

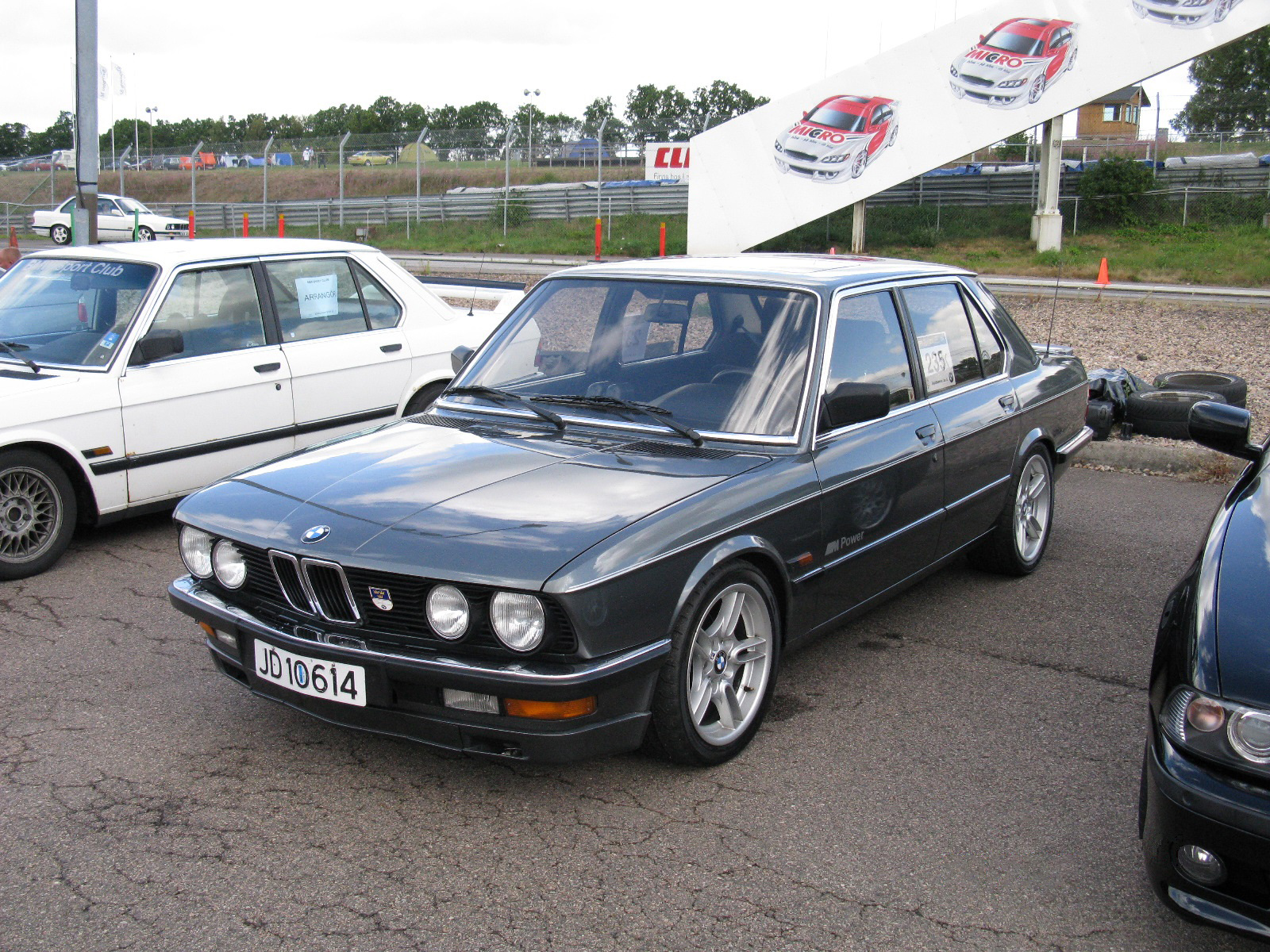
BMW M536i

- BMW G16 20193/15 - 1927–1932
- 3/20 - 1932–1934
- BMW M536i303 - 1933–1934
- 309 - 1934–1936
- 315 - 1934–1937
- 319 - 1935–1936
- 329 - 1937
- 501 - 1952-1962
- 502 - 1954-1964
- 520 - 1972-1976
- BMW i8 Roadster600 – 1957–1959
- 700 - 1959–1965
- Série 02 - 1966-1977
- 1600 GT (Glas GT) - 1967–1968
- Série 8 (E31) – 1989–1999
- Série 3 (E36) – 1990–1998
- Série 3 (E46) – 1998–2005
- Z4 (E85) – 2003–presente
- Série 1 (E87) – 2004–presente
- Série 3 (E90) – 2005–2011

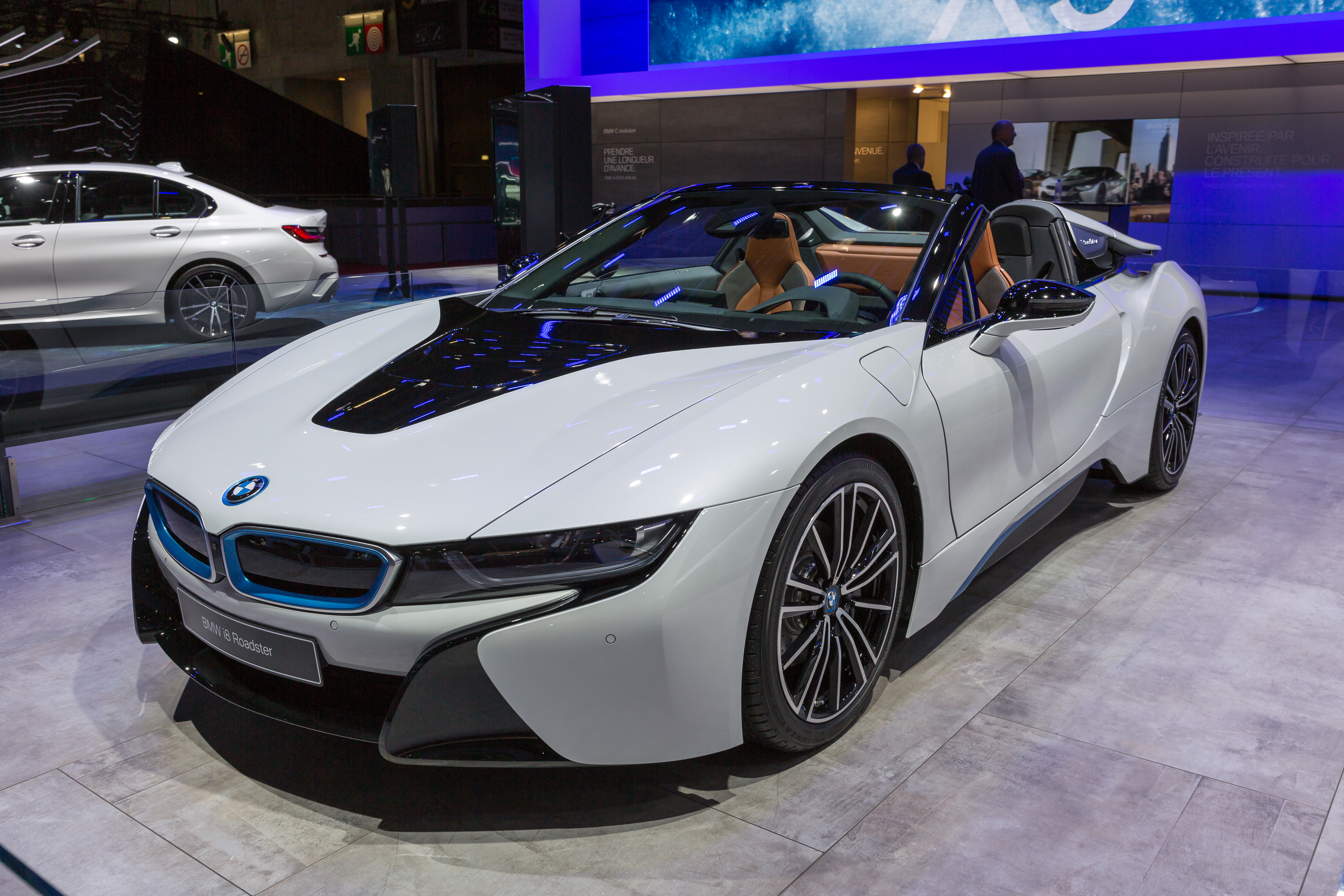
BMW i8 Roadster

- Série 3 Touring/Sports Wagon (E91) – 2005–presente
- Z4 Coupé (E86) – 2006–presente
- Série 3 Coupé (E92) – 2006–presente
- Série 3 Conversível (E93) – 2007–presente
- Série 5 (F10) – 2009
- Série 7 (F01) – 2009
- Série 7 Longa (F02) – 2009
- Série 3 (F30) - 2012-presente
- Série 2 (F22/F23) - 2014-presente
- Série 2 Active Tourer (F45) - 2014-presente
- Série 2 Gran Tourer (F46) - 2015-presente
- M1
- M2 (Série 2 Motorsport)
- M3 (Série 3 Motorsport)
- M3 GTR (E46)
- M3 (E92)
- M5 (Série 5 Motorsport)
- M6 (Série 6 Motorsport)
- Série 5 (E34)
- Série 5 (E28)
- Série 5 (E39)
- Série 6 (E63/E64)
- Série 7 (E65/E66/E67/E68)
- CLR 500 RS Lumma
- ACS 4 Sport Coupé
- Nazca C2 (Protótipo)
- i8
- X1
- Concept Gran Coupé
- Compact
- i3
- 328
- 330Cd
- E3
- E9
- Série 5 (E12)
- X6
- Z1
- Z3
- V12 LM (Protótipo)
- V12 LMR (Protótipo)
- Hydrogen 7 (com motor de combustão interna a hidrogênio)
- H2R (com motor de combustão interna a hidrogênio)
- Série 3 (E21)
- Série 7 (E23)
- Série 6 (E24)
- Série 3 (E30)
- Z8 (E52)
- X5 (E53)
- X3 (E83)
- X5 (E70)
- X3 (F25)

### Motos

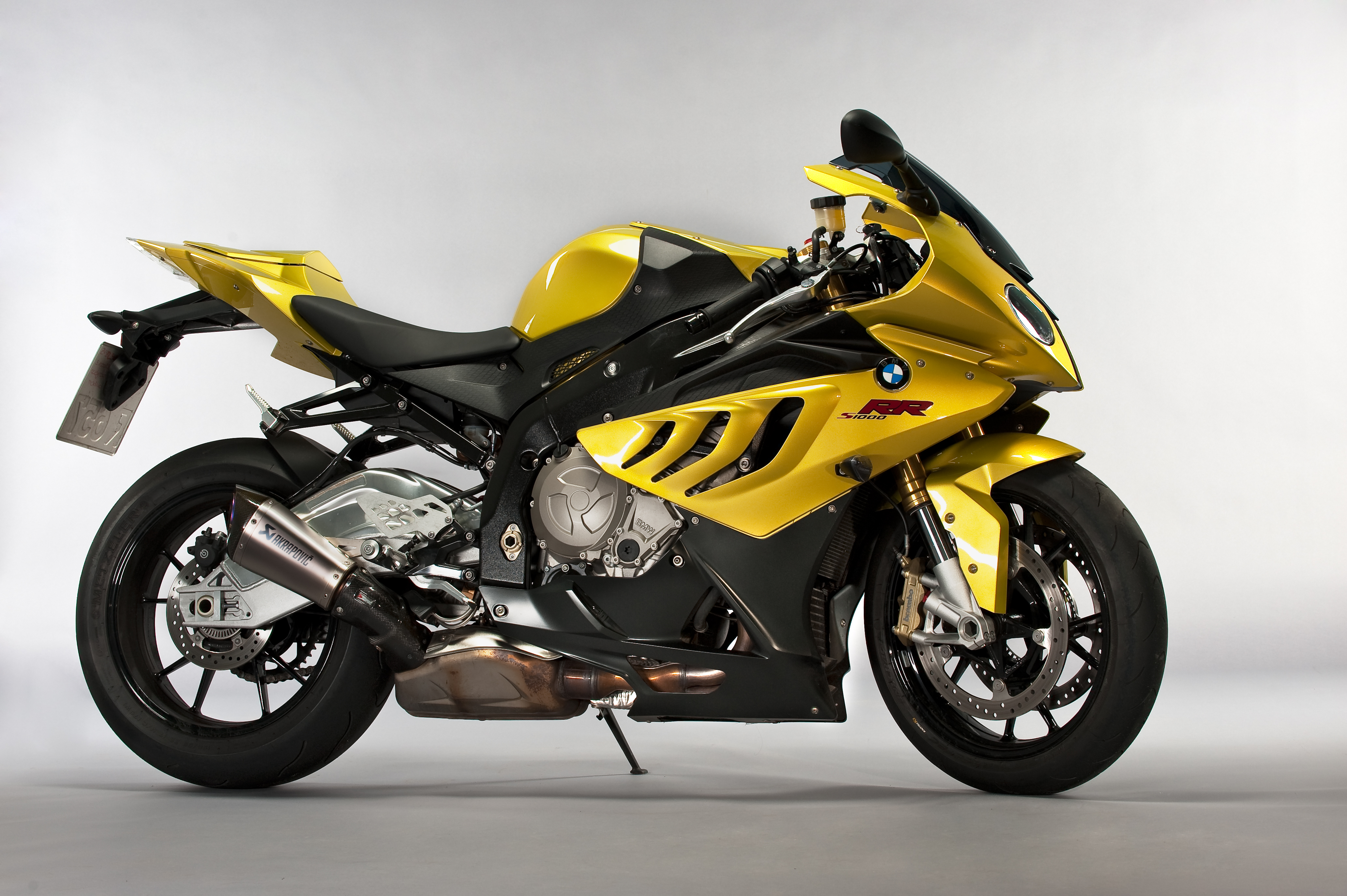
BMW S1000RR

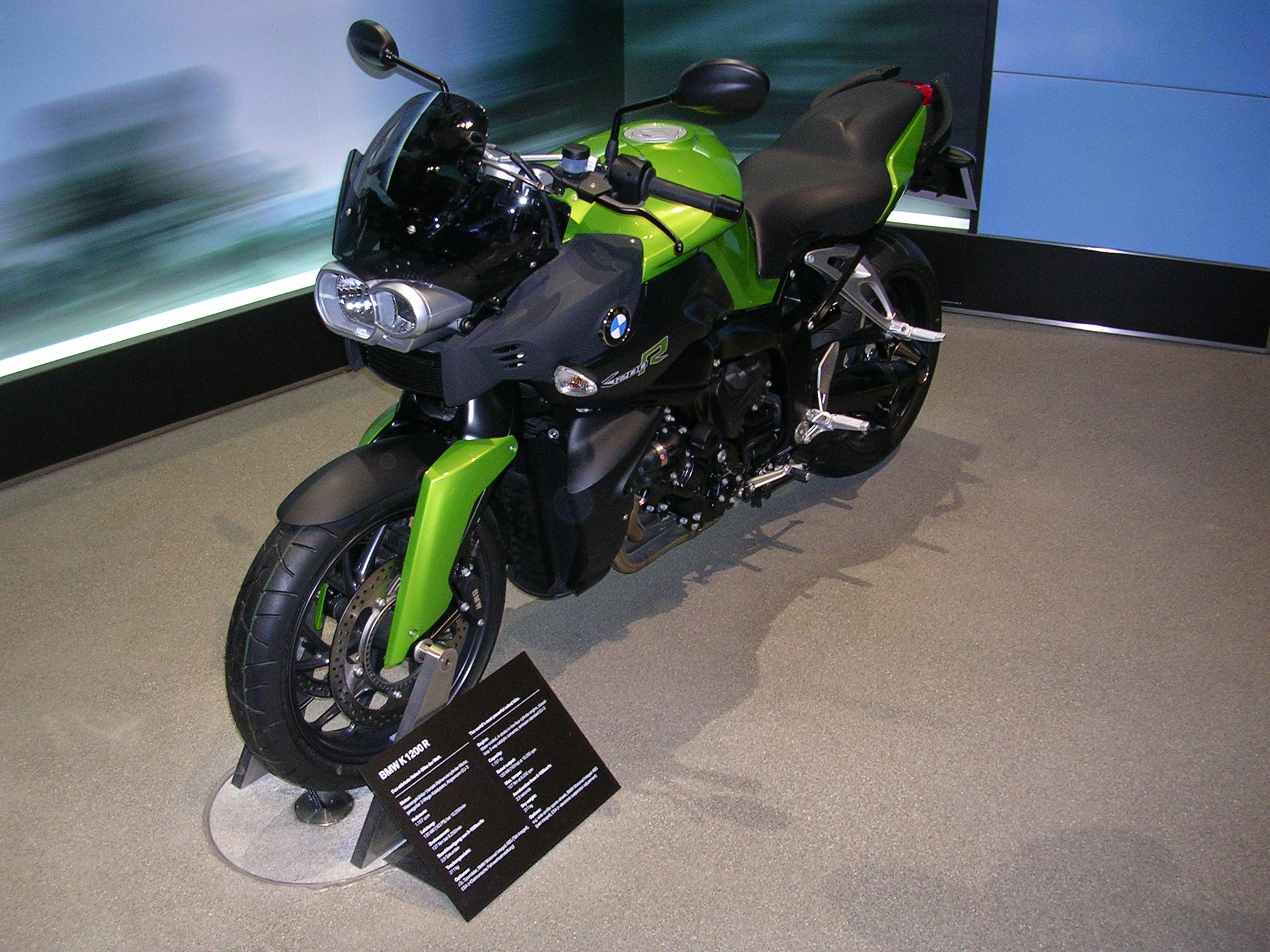
K1200R

#### BMW S1000RR
A BMW S1000RR é uma motocicleta sport inicialmente fabricada pela BMW Motorrad para competir na temporada de 2009 e 2010 do Campeonato Mundial de Superbike.

#### BMW K1200R
A K1200R é uma motocicleta naked. Em 2007, a moto K1200R Sport foi lançada, sendo idêntica à K1200R com o acréscimo de uma bolha de dispersão de ar, para melhor condução em longas viagens. Na época de seu lançamento, a BMW aclamava que a K1200R era a moto naked mais forte do mundo. Entretanto, isso não demonstra mais a realidade por conta do lançamento da Suzuki B-King, com seus 184cv de força. A revista britânica RiDE testou ambas as motos e constatou que, apesar do poder extra da Suzuki, a K1200R foi mais rápida na aceleração e manteve 15 km/h a mais de velocidade final.
Em outubro de 2008, foi apresentada para substituir à K1200R, a nova moto K1300R, que inclui um motor de 1293cc capaz de gerar 175cv, e torque de 14,1 kgfm além de um escapamento totalmente redimensionado e mudanças estruturais gerais, fazendo com que o mito gerado sobre esta motocicleta mantenha-se vivo.